# Grzebiuszka ziemna
Grzebiuszka ziemna, huczek, huczek ziemny (Pelobates fuscus) – gatunek płaza bezogonowego z rodziny grzebiuszkowatych (Pelobatidae), zamieszkujący Europę.

## Morfologia

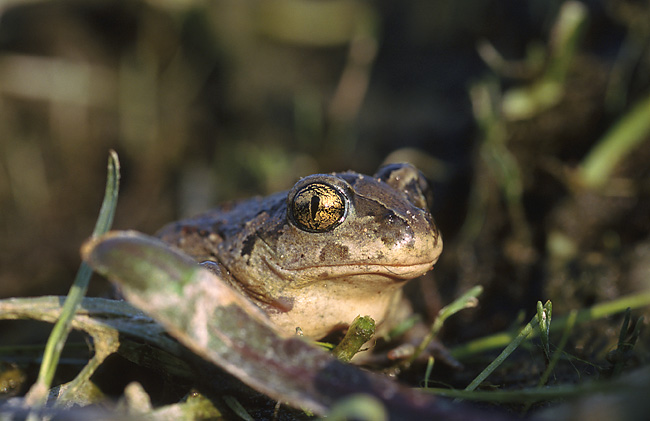
Grzebiuszka wśród zarośli

Długość ciała 5–8 cm, masa ciała 20–30 g. Ciało krępe, tylne kończyny krótkie i silnie umięśnione. Wyglądem nieco przypomina ropuchę, zwłaszcza po nadęciu płuc. Głowa duża, oczy silnie wystające. Pionowa źrenica. Brak w uchu błony bębenkowej. Czaszka pomiędzy oczami silnie uwypuklona. Skóra jest gładka z równomiernie rozmieszczonymi gruczołami, które po potarciu wydzielają substancję o zapachu czosnku. Na palcach tylnych kończyn dobrze rozwinięte błony pływne. Na ich spodniej stronie występują duże, silnie zrogowaciałe modzele podeszwowe, które służą jej do zagrzebywania się w ziemi. Ubarwienie ciała dość zróżnicowane u różnych osobników. Grzbiet ciała koloru jasnopopielatego, żółtawopopielatego lub oliwkowego. Pokryty plamami. Brzuszna powierzchnia ciała jasnokremowa i prawie bezplamista. Słabo zaznaczony dymorfizm płciowy. Główną cechą umożliwiającą rozpoznanie płci jest występowanie na grzbiecie samca dużych, owalnych skupisk gruczołów naramiennych.

## Występowanie
Grzebiuszka ziemna występuje w skrajnie wschodniej Europie Zachodniej, w Europie Środkowej, Południowej i Wschodniej na wschód po Ukrainę i wschodnią europejską część Rosji. Izolowane populacje w środkowej Francji (w gminie Argenton-sur-Creuse) i północnych Włoszech (na Nizinie Padańskiej). Występuje maksymalnie do wysokości 675 m n.p.m.
W Polsce na całym niżu, jednak nigdy masowo. W górach nie występuje.

## Systematyka
Populacje występujące dalej na wschód (po zachodnią Syberię i Kazachstan) są obecnie uznawane za osobny gatunek – Pelobates vespertinus; takson ten do 2013 roku był synonimizowany z Pelobates fuscus lub traktowany jako jego podgatunek.

## Biotop
Żyje wyłącznie na nizinnych terenach, głównie na glebach piaszczystych, piaszczysto-gliniastych, czarnoziemach, lessach, na torfowiskach. Lubi przebywać w ogródkach warzywnych i na polach uprawnych. Wybiera te podłoża, w których łatwo może się zagrzebać w ziemi. Na okres godowy wybiera różnego rodzaju zbiorniki wody stojącej: stawy, głębsze rowy melioracyjne, okresowo zalewane łąki, doły po wydobyciu piasku i żwiru itp.

## Tryb życia

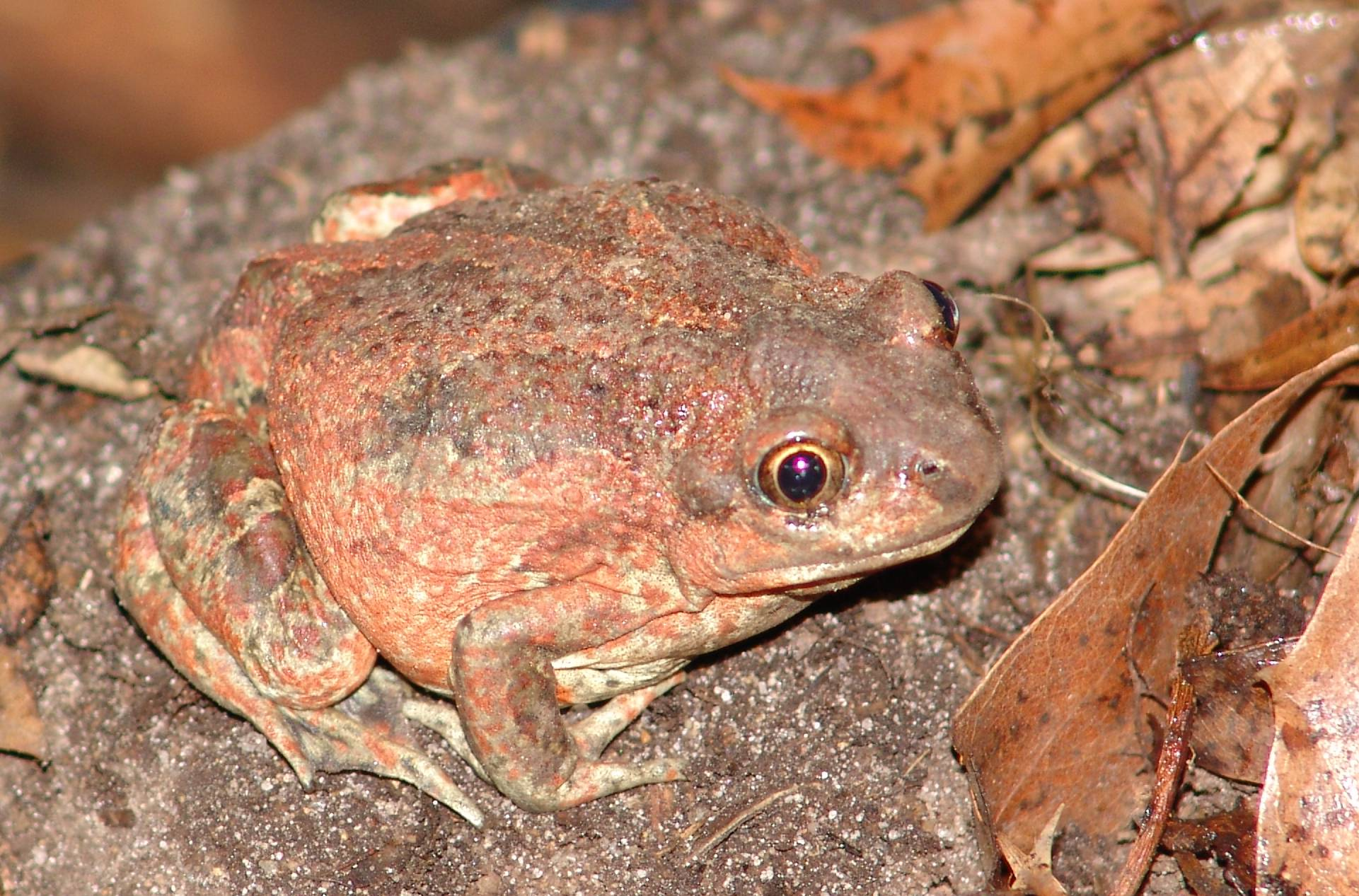
Grzebiuszka ziemna

Poza okresem godowym żyje wyłącznie na lądzie. Prowadzi nocny tryb życia (z wyjątkiem okresu godowego, kiedy jest aktywna również w dzień). Jest płazem powolnym. Zaskoczona nie próbuje uciekać, lecz zagrzebuje się w ziemi (w ciągu 2–5 minut). Jeżeli podrapie się jej skórę, wydziela z gruczołów skórnych ostrą woń czosnku, unosi się na tylnych nogach i wydaje głośny skrzek. Dzień spędza ukryta w ziemi. Nie szuka w tym celu kryjówek, lecz sama wygrzebuje, za pomocą silnych tylnych nóg norę w ziemi, do której zwykle później nie wraca. Odżywia się głównie owadami. Na zimę zapada w sen zimowy. W tym celu zagrzebuje się w wykopanej przez siebie głębokiej norze w ziemi.

## Gody
Przeważnie już w marcu lub na początku kwietnia grzebiuszki rozpoczynają wiosenne wędrówki do zbiorników wodnych, gdzie odbywają gody. Powtórne gody mogą nastąpić między czerwcem a połową sierpnia. Wędrują głównie nocą. W czasie godów łączą się w pary (tzw. ampleksus). W tym czasie nie odżywiają się. Godujące samce i samice podczas pobytu w wodzie w ogóle nie pokazują się na jej powierzchni. Nie skupiają się też w jednym miejscu, jak np. żaby, a ich przybywanie do zbiornika (jak i same gody) jest rozciągnięte w czasie. Samce grzebiuszek nie posiadają rezonatorów, więc podczas godów nie uprawiają głośnych „żabich koncertów”. Zapłodnienie jest zewnętrzne.

## Rozród
Samica składa jaja, w postaci pojedynczego, grubego sznura o długości 40 do 100 cm i szerokości 2 cm, bezpośrednio do wody lub na roślinach wodnych. Z jaj wylęgają się larwy – kijanki, które oddychają skrzelami wewnętrznymi. Kijanki grzebiuszki osiągają długość kilkunastu centymetrów (w rzadkich przypadkach nawet do 18), są więc znacznie dłuższe od osobnika dorosłego. Przeobrażenie w dorosłą postać następuje zazwyczaj od połowy lipca do późnej jesieni. Czasami kijanki nie zdążą się przeobrazić przed zimą, wówczas zimują w wodzie w postaci larwalnej i przechodzą metamorfozę w następnym roku.

## Ochrona
Gatunek podlega w Polsce ścisłej ochronie gatunkowej.